# Ташкенбаєв Алішер Холмурадович
Алішер Холмурадович Ташкенбаєв (1947, місто Самарканд, тепер Узбекистан) — радянський узбецький діяч, винороб, хокім Джиззацької області, голова Бухарського облвиконкому. Депутат Верховної ради Узбецької РСР 11-го скликання, народний депутат Узбецької РСР. Кандидат сільськогосподарських наук (1973). 

## Життєпис
У 1965 році закінчив середню школу в Самарканді.
У 1965—1970 роках — студент Самаркандського сільськогосподарського інституту, вчений-агроном. 
У 1970—1971 роках — агроном радгоспу «Булунгур» Узбецької РСР, який спеціалізувався на виноградарстві та виноробстві.
З 1971 по 1972 рік служив у Радянській армії.
У 1972—1977 роках працював головним агрономом, першим заступником директора спеціалізованого Самаркандського садвинрадгосптресту «Узплодоовочвинпрому». Член КПРС.
У 1977—1986 роках — 2-й секретар Булунгурського районного комітету КП Узбекистану; інструктор сільськогосподарського відділу ЦК КП Узбекистану.
У 1986—1990 роках — голова виконавчого комітету Бухарської обласної ради народних депутатів.
У 1990—1991 роках — інструктор ЦК КП Узбекистану.
У 1991—1993 роках керував концерном «Узплодоовочвинпром».
3 квітня 1993 — вересень 1996 року — хокім Джиззацької області.
У 1997—2002 роках — директор Інституту овочебаштанних культур Республіки Узбекистан.
З 2002 року — начальник головного управління «Узвинпром-холдинг».
Написав декілька наукових праць та книг з виноградарства та виноробства.

## Нагороди та відзнаки
- Заслужений працівник сільського господарства Узбекистану (1993)
- медалі